# Stitten
Stitten est une commune de la wilaya d'El Bayadh en Algérie.

## Géographie

### Situation
Le territoire de la commune de Stitten se situe au nord-est de la wilaya d'El Bayadh.
| Cheguig   | Cheguig  | Chehaima (wilaya de Tiaret) |
| Cheguig   | Stitten  | Sidi Ameur                  |
| El Bayadh | Ghassoul | Sidi Ameur                  |

### Localités de la commune
La commune de Stitten est composée de sept localités :
- Stitten ;
- Bounadji ;
- Chaaba El Baydha ;
- Lighen ;
- Lourakis ;
- Oudil Lehdjel ;
- Stitten ;
- Tighazmine.